# Abbemyia baylaci
Abbemyia baylaci är en tvåvingeart som beskrevs av Daniel J. Bickel 2002. Abbemyia baylaci ingår i släktet Abbemyia och familjen styltflugor. Inga underarter finns listade i Catalogue of Life.